# Claire Marin
Pour les articles homonymes, voir Marin.
Claire Marin, née le 14 novembre 1974 à Paris, est une philosophe, écrivaine et enseignante française de philosophie.

## Biographie
Fille d'une secrétaire et d'un ingénieur en informatique née à Paris le 14 novembre 1974, Claire Marin grandit à Grigny puis  près de Nantes. Elle intègre en 1994 l'École normale supérieure de Fontenay-Saint-Cloud,. Elle obtient en 2003 un doctorat en philosophie de l'université Paris-Sorbonne avec un sujet de thèse portant sur l'« activité obscure » dans la philosophie de Félix Ravaisson.
Après son doctorat, elle enseigne pendant plusieurs années la philosophie au lycée Eugène-Ionesco à Issy-les-Moulineaux. Elle enseigne aussi au lycée Janson-de-Sailly à Paris, en 2008, l'année où elle publie un roman, Hors de moi, aux éditions Allia et un essai, Violences de la maladie, violence de la vie, aux éditions Armand Colin.
À partir de 2011, elle est professeure agrégée de philosophie en classe préparatoire au lycée Alfred-Kastler de Cergy-Pontoise pendant une dizaine d'années. Elle est membre du Centre international d’études de la philosophie française contemporaine à l’École normale supérieure de la rue d'Ulmet vit à Paris.
Ses essais qui puisent dans la littérature et la philosophie ont reçu de nombreux prix. Adèle Van Reeth, l’actuelle directrice de France Inter, qui a édité Rupture(s) et Être à sa place lorsqu’elle était directrice de collection aux Éditions de l'Observatoire explique : « Elle excelle dans l’art de la narration, de celui de faire le lien entre le concept et le vécu, d’ancrer la philo dans la vie amoureuse ou le lien mère-enfant, en assumant le “je” ».
Ses ouvrages se vendent sur la durée, Rupture(s), publié en 2019, a par exemple atteint les 31 800 exemplaires vendus en décembre 2022 et 87 000 en 2023.

## Œuvres

### Roman
- Hors de moi, Paris, Allia, 2008  (ISBN 978-2-8448-5265-6)

### Essais
- Violences de la maladie, violence de la vie, Paris, Armand Colin, 2008  (ISBN 978-2-2002-6983-8)
- La Maladie, catastrophe intime, Paris, PUF, 2014  (ISBN 978-2-13-062495-0)
- La Relève, Les Éditions du Cerf, coll. « Actualité », 2018
- Qu'allons-nous devenir ?, coll. Philophile - Giboulées, Gallimard Jeunesse, 2018, 62 p. (ISBN 9782070599554)
- Rupture(s), Paris, L'Observatoire, coll. « La Relève », 2019, 160 p.  (ISBN 979-1032903360)[11]
- Mon corps est-il bien à moi ?, coll. Philophile - Giboulées, Gallimard Jeunesse, 2020, 48 p.  (ISBN 978-2075124560)
- Être à sa place, L'Observatoire, 2022, 240 p.  (ISBN 9791032915165)
- Les Débuts : Par où recommencer ?, coll. Les Grands Mots, Éditions Autrement, 2023, 192 p.  (ISBN 978-2-74676-130-8)

### Direction et coordination d’ouvrages
- De la nature à l’esprit, introduction à la philosophie française du XIXe siècle, avec R. Belay (dir.), Lyon, Presses de l’École normale supérieure, 2001
- L'Épreuve de soi (dir.), Paris, Armand Colin, coll. « L’inspiration philosophique », 2003
- Souffrance et douleur : autour de Paul Ricœur, avec Nathalie Zaccaï-Reyners, Paris, PUF, 2013

### Articles
- Ton âge, Femmes, La Nouvelle Revue Française, printemps 2023, pp. 13-15

## Récompenses et distinctions
- Prix littéraire Jean-Bernard de l’Académie de médecine 2008 pour Hors de moi[12]
- Prix Éthique et société Pierre Simon 2010 pour Violences de la vie, violences de la maladie[13]
- Prix des Savoirs 2019[14] et prix lycéen du livre de philosophie 2020[15] pour Rupture(s)
- Prix de l’Essai Psychologies-Fnac 2023[16],[17] et prix de l’écrit social 2022[18],[19], catégorie prix de l'ouvrage, pour Être à sa place

## Vie privée
Claire Marin a une fille, née en 2011.